# Hammerfests prosteri

Prosterier i Nord-Hålogalands stift. Det blåa området på kartan är Hammerfests prosteri.

Hammerfests prosteri (norska: Hammerfest prosti) är ett kontrakt (prosteri, norska: prosti) i Nord-Hålogalands stift inom Norska kyrkan. Kontraktet omfattar kommunerna Gamvik, Hammerfest, Lebesby, Måsøy och Nordkapp i Finnmark fylke i norra Norge.
Hammerfests prosteri är Norska kyrkans nordligaste kontrakt på fastlandet. Det sträcker sig längs Finnmarkskusten med härdiga fiskelägen och oljestaden Hammerfest, där prosten har sitt säte.

## Socknar
Hammerfests prosteri består av sju socknar (norska: sokn eller sogn):
- Gamviks socken
- Hammerfests socken
- Kokelvs socken
- Kvalsunds socken
- Lebesby socken
- Måsøy socken
- Nordkapps socken